# 金燦肩鰓䲁
金色肩鳃鳚（学名：Omobranchus aurosplendidus），是輻鰭魚綱鳚形目鳚科肩鳃鳚属一种，分布于中国广东省沿岸海域，被IUCN列為易危保育類動物。

## 形态特征
身体呈椭圆形，侧扁。头顶具有高皮冠。背鳍前6根鳍棘呈丝状延长。体淡褐色，密布小黑点。背鳍上部1-4鳍棘膜将有1黑色圆斑。